# Harelbeke

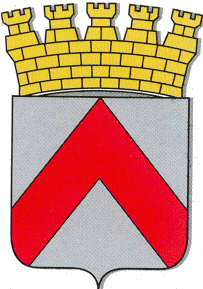
Harelbekes vapen

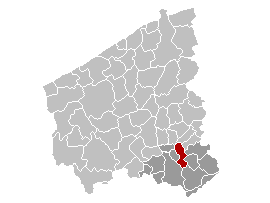
Harelbekes läge inom provinsen Västflandern

Harelbeke är en kommun i provinsen Västflandern i regionen Flandern i Belgien. Harelbeke hade 26 328 invånare per 1 januari 2008.